# Tycherus ater
Tycherus ater là một loài tò vò trong họ Ichneumonidae.